# Die Gaukler
Die Gaukler waren eine Künstlervereinigung, die 1903 in München gegründet wurde. Sie veranstaltete die Gauklertage, die bis 1939 und wieder ab 1949 jährlich stattfanden.
Mitglieder waren unter anderem Albert Allmann (1890–1979), Karl Arnold (1883–1953), Fritz Berz (1883–1966), Fritz Erler (1868–1940), Julius Hüther (1881–1954), Jakob Jordan (1886–1947),  Richard Klein (1890–1967) und Rolf Winkler (1884–1942).